# Aruba dushi tera
Aruba dushi tera (Aruba Nazione Preziosa) è l'Inno nazionale di Aruba. È stato scritto da Juan Chabaya Lampe ed è ufficiale dal 18 marzo 1976.

## Testo originale in papiamento
Aruba patria aprecia 

nos cuna venera

chikito y simpel bo por ta

pero si respeta.
O, Aruba, dushi tera

nos baranca tan stima

nos amor p'abo t'asina grandi

cu n'tin nada pa kibre (ripetere)
Bo playanan tan admira

cu palma tur dorna

bo escudo y bandera ta

orgullo di nos tur!
Grandeza di bo pueblo ta

su gran cordialidad

cu Dios por guía y conserva

su amor pa libertad!
Coro